# Flächenheizung
Flächenheizung bzw. Flächenkühlung ist ein Oberbegriff für verschiedene Varianten von Heizungs- und Kühlungssystemen, die die Wärme über die Flächen der Bauteile eines Gebäudes abgeben oder aufnehmen. Da diese sowohl für Heizen als auch Kühlen geeignet sind und auch ausgelegt werden, wird auch zusammengefasst der Begriff Flächenheizung und -kühlung verwendet.
Flächenheizungen und -kühlungen können aufgrund der großen Übertragungsflächen mit geringeren Temperaturdifferenzen gegenüber der Raumtemperatur betrieben werden als z. B. Heizkörper. Damit sind sie generell effizienter als Systeme mit hohen Temperaturdifferenzen.
Aufgrund ihrer großen zu erwärmenden/kühlenden Massen sind sie generell träge und nur schwer zu regeln. Sie sind deshalb vor allem für gleichmäßig beheizte Räume geeignet, sie eignen sich weniger für Räume, in denen nur eine zeitweise oder ungleichmäßige Heizung erwünscht ist.
Elektrische Flächenheizungen, die elektrischen Strom direkt in der Fläche in Wärme umwandeln, sind nur zum Heizen geeignet.

## Varianten
Die einzelnen Varianten von Flächenheizungen und -kühlungen unterscheiden sich durch ihren Einbauort, aus dem sich auch ihre Bezeichnung ergibt. Varianten sind:
- Fußbodenheizung/-kühlung
- Wandheizung/-kühlung
- Deckenheizung/-kühlung
- Bauteilheizung/-kühlung, u. a. Betonkernaktivierung

## Vor- und Nachteile von Flächenheizungen

### Vorteile
Flächenheizungen erhöhen die Thermische Behaglichkeit dadurch, dass sie Umfassungsflächen (z. B. Wand, Fußboden) geringfügig (wenige °C) erwärmen und damit die mittlere Strahlungstemperatur deutlich erhöhen. Dadurch kann die absolute Raumtemperatur geringer sein und trotzdem dieselbe Thermische Behaglichkeit erzeugt werden, wodurch die Wärmeverluste des Raums geringer werden und eine bessere Energieeffizienz erreicht wird.
Flächenheizungen arbeiten mit wesentlich geringerer Vorlauftemperatur (30–40 °C gegenüber 55–75 °C bei einer konventionellen Heizung), so dass durch effizientere Wärmeerzeugungstechnik (Niedertemperaturheizsystem, Betrieb der Wärmepumpe und/oder Solarthermie in einem effizienteren Temperaturbereich) der Primärenergiebedarf weiter reduziert werden kann.

### Nachteil: Trägheit
Flächenheizungen sind träger in ihrer Reaktion als Heizkörper. Das liegt daran, dass sie bei Änderung der Einstellung zunächst das darum herumliegende Material (z. B. Estrich, Putz) erwärmen müssen, bevor diese im Raum wirkt.
Auch schnelles Abschalten (z. B. bei plötzlichen zusätzlichen Wärmequellen wie Sonneneinstrahlung, warmen Wintertagen) ist unmöglich. Räume mit geringem Energiebedarf können überhitzen, da die im Material gespeicherte Wärme weiter abgegeben wird, auch wenn gar kein Wärmebedarf mehr besteht. Bis das Material vollständig abgekühlt ist, können ein bis zwei Tage vergehen.
Die Trägheit von Flächenheizungen mit großer Speichermasse kann teilweise durch den Selbstregulierungseffekt kompensiert werden. Aufgrund der geringen Temperaturdifferenz zwischen beheizter Fläche und Raumluft verringert sich die abgegebene Wärmemenge stark, wenn die Raumluft sich erwärmt und sich so der Temperatur der umschließenden Flächen annähert. Traditionelle Flächenheizungen sind nichtsdestotrotz für Räume, die nur kurzzeitig erwärmt oder mit ständig wechselnden Temperaturen betrieben werden sollen, weniger geeignet.

## Ausführung von Flächenheizungen und -kühlungen
In Ländern mit billiger Elektroenergie werden oft elektrisch betriebene Flächenheizungen installiert.
In Mitteleuropa werden überwiegend Kupfer-, sauerstoffdichte PE- und Mehrschichtverbundrohre spiralförmig oder in Schleifen verlegt, mit Estrich, Putzmörtel oder Trockenbauplatten überdeckt und durch eine Warmwasserheizung erwärmt. Dabei kann es sinnvoll sein, die Rohre entlang der Außenwände und speziell an Türen und Fensterflächen in engerem Abstand zu verlegen, um die dort herabströmende Kaltluft schnell aufzuwärmen. Bei einem durchgehend guten Dämmstandard ist dies nicht notwendig.
Hochwertige Fenster mit U-Werten unter 0,8 W/(m2 K) haben auch bei einer Außentemperatur von −10 °C eine Innenoberflächentemperatur von 17 °C.
Bis zu einer Abweichung von der direkten Südausrichtung bis 30° werden Wärmeverluste durch den solaren Wärmeeintrag überkompensiert.

### Auslegung und Leistungsberechnung
Die Auslegung und Leistungsberechnung werden in der Regel vom Fachprojektanten oder Heizungsbauer ausgeführt. Sie ist in der EN 1264-2 festgelegt. Ausgehend von dieser Darstellung sind die Basiskennlinien für die Heizung und Kühlung mit Decken, Wänden und Fußböden in abgeleitet worden. Dabei wird bei Wandsystemen wegen der stark unterschiedlichen Strahlungswärmeströme zwischen aktiven Oberflächen an Innenwänden und Außenwänden unterschieden.
Simuliert man den Wärmetransport im Raum mit thermischen Raummodellen, wird in der Regel der Konvektionswärmestrom zwischen der thermisch aktiven Fläche und der Luft sowie der Strahlungswärmestrom zwischen den Raumoberflächen getrennt ermittelt. Aus den separat bestimmten Wärmeströmen folgt dann sofort der jeweilige Strahlungsanteil.
Des Weiteren lässt sich auch die thermische Behaglichkeitsgröße „Strahlungstemperatur-Asymmetrie“ bestimmen.
Die EN 15377 geht zum Zweck der Auslegung von folgenden Wärmeübergangskoeffizienten aus:
| Heizungsart     | [W/(m²·K)] *) | Anmerkung                                                                             |
| --------------- | ------------- | ------------------------------------------------------------------------------------- |
| Deckenheizung   | 6             |                                                                                       |
| Fußbodenkühlung | 7             |                                                                                       |
| Wandheizung:    | 8             |                                                                                       |
| Fußbodenheizung | 8–11          | in Abhängigkeit von der Oberflächentemperatur, siehe Berechnung von Fußbodenheizungen |

*) Leistung [W] pro Fläche [m²] und Temperaturdifferenz [°K]
Die genannten Werte sind nur als eine erste Näherung anzusehen, denn die Wärmeübergangskoeffizienten sind abhängig von der genauen Lage der Flächen im Raum und insbesondere der Flächenüber- bzw. der Flächenuntertemperaturen gegenüber der Raumtemperatur, die wiederum aus der Lufttemperatur und der Strahlungstemperatur zu bilden ist. Detaillierte Definitionen dieser Größen finden sich in Bernd Glücks Thermische Bauteilaktivierung.

### Schnittstellenkoordination
Bei der Verlegung einer Flächenheizung bzw. -kühlung ist gewerkeübergreifendes Handeln wichtig, im Neubau ebenso wie im Bestand. Die Planungs- sowie Ausführungsarbeiten von Architekt, Planer, Heizungsbauer, Trockenbauer, Estrichleger, Oberbodenleger und ggf. weiteren Beteiligten müssen direkt ineinander greifen.
Gemeinsam mit weiteren Verbänden hat der Bundesverband Flächenheizungen und Flächenkühlungen (BVF) zwei Fachinformationen zur „Schnittstellenkoordination bei Flächenheizungs- und Flächenkühlungssystemen“ herausgegeben, bezogen auf Neubauten und den Bestand.

### Nachträglicher hydraulischer Abgleich
Der hydraulische Abgleich eines Flächenheizungssystems ist notwendig, um eine effiziente Betriebsweise sicherzustellen. Gerade bei Bestandsanlagen fehlen jedoch häufig Ausführungsunterlagen bzw. die Heizkreislänge sowie der vorhandene Verlegeabstand der Heizungsrohre sind nicht bekannt. Für diese Fälle hat der Bundesverband Flächenheizungen und Flächenkühlungen e. V. (BVF) einen kostenfreien Leitfaden entwickelt, der aus einer Anleitung, einer Heizkreistabelle und einem Formblatt zur Ermittlung der Pumpen-Förderhöhe besteht.
Das Dokument beschreibt eine Methode, um mit ausreichender Genauigkeit einen hydraulischen Abgleich für eine Vielzahl typischer Systeme durchführen zu können: ein überschlägiges Berechnungsverfahren über die Ermittlung der einzelnen Heizkreiswassermengen. Zugrunde gelegt wurde für dieses Näherungsverfahren die Annahme, dass in vielen typischen Fällen nach dem Baujahr des Gebäudes vorgegangen werden kann, um die spezifische Heizlast zu ermitteln. Auch für die Spreizung können Richtwerte angenommen werden. Der Durchfluss je Kreis ergibt sich aus der jeweiligen Fläche; die Auslegung der Pumpen-Förderhöhe erfolgt nach Ermittlung der Gesamtwassermenge. Anlagenseitig sind hierfür Heizkreisverteiler mit einstellbaren Durchflussmengenmessern oder einstellbaren automatischen Durchflussreglern notwendig.
Zusätzlich zum Leitfaden bietet der BFV auf seinen Webseiten auch einen Rechner zum überschlägigen hydraulischen Abgleich bestehender Fußbodenheizungskreise an.

## Strahlungsanteil unterschiedlicher Flächenheizungen
Der Strahlungsanteil des Wärmeübergangskoeffizienten innerhalb von Gebäuden im Temperaturbereich von 15 bis 30 Grad beträgt in Näherung 5,5 W/m²/K (EN 15377). Dies gilt für alle beheizten Flächen, physikalische Grundlage hierfür ist das Stefan-Boltzmann-Gesetz. Werte, die über diesem Wert liegen bedeuten, dass die Wärme zusätzlich über Konvektion abgegeben wird.
Da die Deckenheizung keine direkte Konvektion bewirkt, hat sie den höchsten Strahlungsanteil (~ 92 %), gefolgt von der Wandheizung (~ 69 %) und der Fußbodenheizung (50–69 %).
Zum Vergleich: reine Flachheizkörper ohne Wärmeleitbleche oder Rippen haben einen Strahlungsanteil von etwa 50 %, reine Konvektoren dagegen nur etwa 10 %.